# Daigo Watanabe
Daigo Watanabe (jap. 渡邉 大剛 Watanabe Daigo; ur. 3 grudnia 1984) – japoński piłkarz występujący na pozycji pomocnika. Obecnie występuje w Kamatamare Sanuki.

## Kariera klubowa
Od 2003 roku występował w klubach Kyoto Sanga FC, Omiya Ardija, Busan IPark i Kamatamare Sanuki.